# Dicrotofós
Dicrotofós (nomes comerciais: Bidrin, Carbicron, Diapadrin, entre outros) é um inseticida organofosforado que atua como inibidor da acetilcolinesterase.